# Luperosaurus palawanensis
Luperosaurus palawanensis — вид геконоподібних ящірок родини геконових (Gekkonidae). Ендемік Філіппін.

## Поширення і екологія
Luperosaurus palawanensis є ендеміками філіппінського острова Палаван. Вони живуть у вологих тропічних лісах, на висоті від 70 до 300 м над рівнем моря. Ведуть деревний спосіб життя.